# Barack Obamas presidentskap
Barack Obamas tid som USA:s president började den 20 januari 2009 och avslutades den 20 januari 2017. Obama, som är demokrat från Illinois, tillträdde som president efter att ha besegrat den republikanske kandidaten John McCain i presidentvalet 2008. Fyra år senare, i presidentvalet 2012, besegrade han den republikanske kandidaten Mitt Romney och blev omvald. Obama var den första afroamerikanske presidenten i USA:s historia och är den enda hittills.
Obama undertecknade flera betydande lagar under sin tid vid makten. De främsta reformerna inkluderar Affordable Care Act, ofta kallad "Obamacare", Dodd–Frank Wall Street Reform and Consumer Protection Act. Med sin utrikespolitik ökade han antalet trupper i Afghanistan, minskade antalet kärnvapen genom New START-avtalet med Ryssland och avslutade USA:s medverkan i Irakkriget. Han är även känd för att ha beordrat Operation Neptune Spear, räden som dödade Usama bin Ladin, som var ansvarig för 11 september-attackerna.
Hans administration pressade USA:s högsta domstol att legalisera samkönade äktenskap, vilket gick igenom 2015. Han utfärdade även omfattande åtgärder gällande den globala uppvärmningen, något som ledde till Parisavtalet.
År 2009 vann Barack Obama Nobels fredspris, vilket gjorde honom till den fjärde av USA:s presidenter att få utmärkelsen, efter Theodore Roosevelt, Woodrow Wilson och Jimmy Carter.

## Presidentvalet 2008
Barack Obama gick ut med sin kandidatur för den demokratiska nomineringen i presidentvalet 2008 den 10 februari 2007. En av Obamas motståndare i primärvalen var senatorn och tidigare första damen Hillary Clinton. Flera andra elitdemokrater, som senator Joe Biden från Delaware och tidigare senator John Edwards från North Carolina, deltog också i primärvalen, men dessa kandidater drog sig ur tidigt. På sista dagen av primärvalen säkrade Obama nomineringen genom att vinna en majoritet av delegaterna.
Obama valde Joe Biden som sin vicepresidentkandidat, och de nominerades officiellt till den demokratiska valsedeln vid partiets konvent 2008.

Valresultatet 2008.

Eftersom den dåvarande republikanske presidenten George W. Bush inte kunde ställa upp för omval nominerade republikanerna senator John McCain från Arizona till president och guvernören Sarah Palin från Alaska till vicepresident. Obama vann presidentvalet med 365 av totalt 538 elektorsröster.
I de samtidiga kongressvalen behöll demokraterna sina majoriteter i både representanthuset och senaten, och representanthusets talman Nancy Pelosi och senatens majoritetsledare Harry Reid behöll sina positioner. Republikanerna John Boehner och Mitch McConnell fortsatte att tjänstgöra som minoritetsledare i representanthuset respektive senaten.

## Installationen och den första tiden vid makten

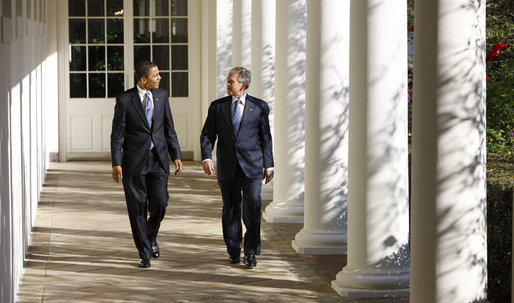
Avgående president George W. Bush och tillträdande president Barack Obama den 10 november 2008.

### Installationen och övergångsperioden
Övergångsperioden började efter Obamas seger i presidentvalet i USA 2008. Han träffade den utgående presidenten George W. Bush i Vita huset den 10 november, bara 6 dagar efter valdagen.
Obama blev insvuren som president den 20 januari 2009 och efterträdde George W. Bush. Obama tillträdde officiellt presidentämbetet klockan 12:00 EST, och fullföljde presidenteden klockan 12:05 EST. Han höll sitt installationstal omedelbart efter att ha svurit eden.
Obamas övergångsteam var mycket berömmande av Bush-administrationens, särskilt gällande nationell säkerhet.

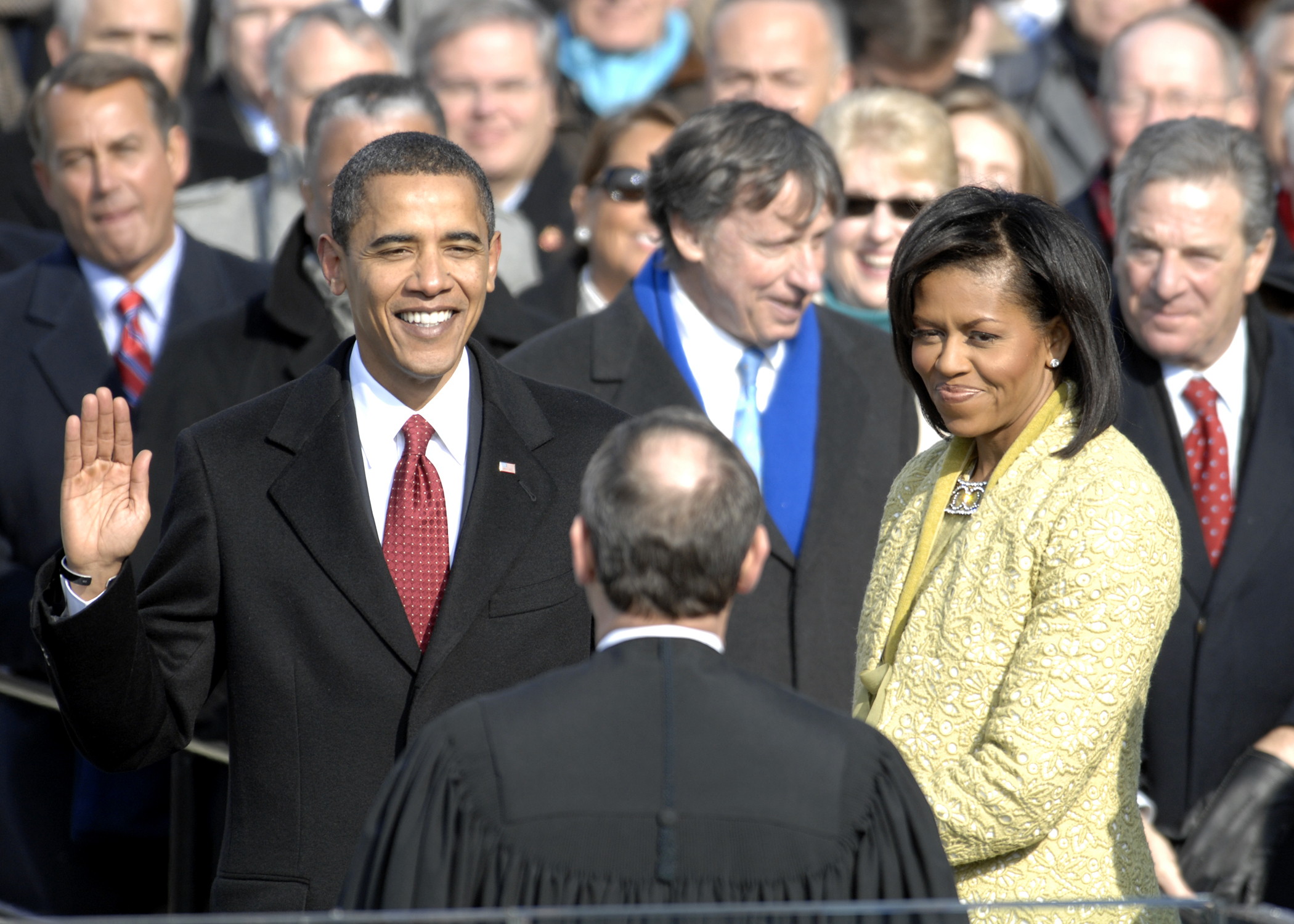
Chefsdomare John Roberts administrerar presidenteden.

### Den första tiden vid makten
Inom några minuter efter att Obama tillträtt beordrade hans stabschef Rahm Emanuel att förhindra de sista-minuten-regleringar och presidentorder som undertecknats av hans företrädare George W. Bush. Obamas första åtgärder fokuserade på att upphäva beslut fattade av Bush-administrationen efter terrorattackerna den 11 september 2001. Under sin första vecka som president undertecknade Obama en presidentorder som avbröt alla pågående rättegångar i Guantánamobasen-fängelset och beordrade att fängelset skulle stängas ner inom ett år. En annan order förbjöd tortyr och andra tvångsmetoder, som waterboarding.
Den 17 februari 2009 undertecknade Obama American Recovery and Reinvestment Act för att hantera finanskrisen. Lagen hade godkänts av både representanthuset och senaten fyra dagar tidigare efter omfattande debatter. Trots att det ursprungligen var tänkt som ett lagförslag som skulle stödjas av båda sidorna i kongressen, antogs lagen främst av demokratiska röster, med endast tre republikanska senatorer som röstade för lagen.

## Val av ministrar och domare

### Nomineringar till kabinettet
Efter sin installation arbetade Obama med senaten för att bekräfta hans nomineringar till sitt kabinett. Tre viktiga positioner inom administrationen krävde ingen bekräftelse: vicepresident Joe Biden, som valdes till ämbetet med Obama, stabschefen Rahm Emanuel och försvarsminister Robert Gates, som Obama valde att behålla från den tidigare administrationen.
Obama valde flera framstående personer till kabinettsposter, inklusive sin partikolega och tidigare första dam Hillary Clinton som sin utrikesminister. Obama nominerade även flera tidigare tjänstemän från Clinton-administrationen till kabinettet och andra positioner. Den 28 april 2009 bekräftade senaten den tidigare Kansas-guvernören Kathleen Sebelius som hälsominister, som blev den sista ministern att bli godkänd.
Under Obamas presidentskap tjänstgjorde fyra republikaner i hans kabinett: Ray LaHood som transportminister, Robert McDonald som veteranminister, samt Robert Gates och Chuck Hagel som försvarsministrar.
| Barack Obamas administration                                                                 | Barack Obamas administration                                   | Barack Obamas administration                                                                     | Barack Obamas administration                                         |
| Post Datum tillkännagivet/bekräftat                                                          | Innehavare                                                     | Post Datum tillkännagivet/bekräftat                                                              | Innehavare                                                           |
| -------------------------------------------------------------------------------------------- | -------------------------------------------------------------- | ------------------------------------------------------------------------------------------------ | -------------------------------------------------------------------- |
| Vicepresident Tillkännagiven 22 augusti 2008 Tillträdde 20 januari 2009                      | Tidigare senator Joe Biden från Delaware                       | Utrikesminister Tillkännagiven 21 december 2012 Tillträdde 1 februari 2013                       | Tidigare senator John Kerry från Massachusetts                       |
| Finansminister Tillkännagiven 10 januari 2013 Tillträdde 28 februari 2013                    | Vita husets stabschef Jack Lew från New York                   | Försvarsminister Tillkännagiven 5 december 2014 Tillträdde 17 februari 2015                      | Tidigare biträdande försvarsminister Ash Carter från Pennsylvania    |
| Justitieminister Tillkännagiven 8 november 2014 Tillträdde 27 april 2015                     | Tidigare delstatsjurist i New York Loretta Lynch från New York | Inrikesminister Tillkännagiven 6 februari 2013 Tillträdde 12 april 2013                          | Tidigare VD Sally Jewell från Washington                             |
| Jordbruksminister Tillträdde 27 april 2015                                                   | Tidigare undersekreterare Michael Scuse från Delaware          | Handelsminister Tillkännagiven 2 maj 2013 Tillträdde 26 juni 2013                                | Miljardär och affärskvinna Penny Pritzker från Illinois              |
| Arbetsminister Tillkännagiven 18 mars 2013 Tillträdde 23 juli 2013                           | Tidigare biträdande justitieminister Tom Perez från Maryland   | Hälsominister Tillkännagiven 11 april 2014 Tillträdde 9 juni 2014                                | Tidigare OMB-chef Sylvia Mathews Burwell från West Virginia          |
| Bostadsminister Tillkännagiven 22 maj 2014 Tillträdde 28 juli 2014                           | San Antonios borgmästare Julian Castro från Texas              | Transportminister Tillkännagiven 29 april 2013 Tillträdde 2 juli 2013                            | Charlottes borgmästare Anthony Foxx från North Carolina              |
| Energiminister Tillkännagiven 4 mars 2013 Tillträdde 21 maj 2013                             | Tidigare undersekreterare Ernest Moniz från Massachusetts      | Utbildningsminister Tillkännagiven 10 december 2015 Tillträdde 1 januari 2016                    | Tidigare biträdande utbildningsminister John King, Jr. från New York |
| Veteranminister Tillkännagiven 7 juli 2014 Tillträdde 30 juli 2014                           | VD för P&G Bob McDonald från Ohio                              | Inrikessäkerhetsminister Tillkännagiven 18 oktober 2013 Tillträdde 23 december 2013              | Tidigare jurist Jeh Johnson från New York                            |
| Ämbetsmän på kabinetts-nivå                                                                  |                                                                |                                                                                                  |                                                                      |
| Post Datum tillkännagivet/bekräftat                                                          | Innehavare                                                     | Post Datum tillkännagivet/bekräftat                                                              | Innehavare                                                           |
| Vita husets stabschef Tillkännagivet 20 januari 2013                                         | Biträdande säkerhetsrådgivare Denis McDonough från Maryland    | Administratör för miljöskyddsmyndigheten Tillkännagivet 4 mars 2013 Tillträde 18 juli 2013       | Tidigare vice chef för EPA Gina McCarthy från Connecticut            |
| Chef för Office of Management and Budget Tillkännagivet 22 maj 2014 Tillträde 5 augusti 2014 | Tidigare bostadsminister Shaun Donovan från New York           | Nationell underrättelsechef Tillkännagivet 5 juni 2010 Tillträde 9 augusti 2010                  | Tidigare undersekreterare James Clapper från Washington D.C.         |
| FN-ambassadör Tillkännagivet 5 juni 2013 Tillträde 5 augusti 2013                            | Assistent till presidenten Samantha Power från Washington D.C. | Administratör för småföretagsförvaltningen Tillkännagivet 15 januari 2014 Tillträde 7 april 2014 | Tidigare delstats politiker Maria Contreras-Sweet från Kalifornien   |

### Nomineringar till högsta domstolen

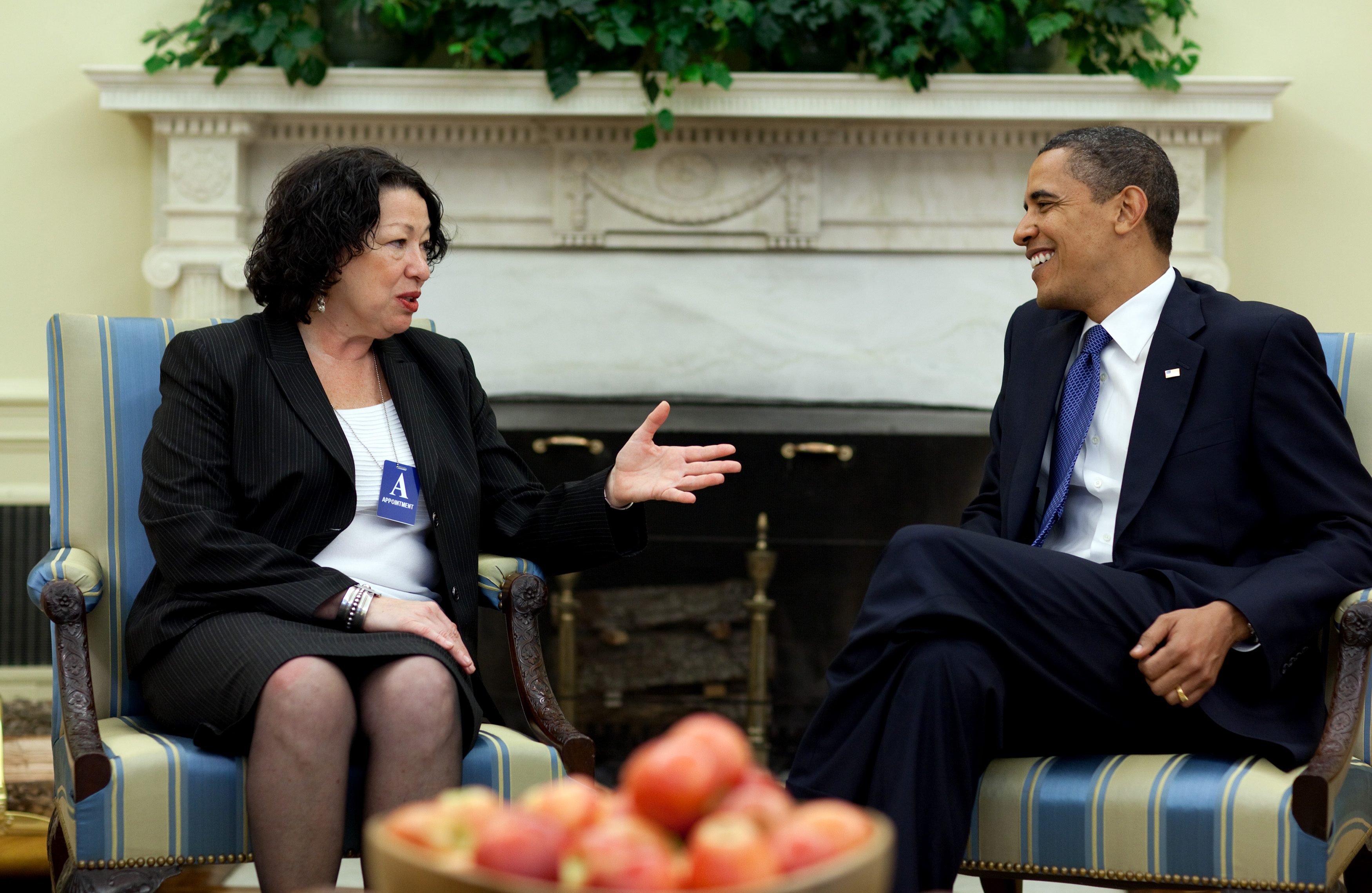
Obama och Sonia Sotomayor.

Det fanns tre lediga platser i USA:s högsta domstol under Obamas presidentskap, men han endast två nomineringar godkändes av senaten. I kongressen under hans första mandatperiod, då demokraterna hade en majoritet i senaten, fick han igenom två domare till högsta domstolen, Sonia Sotomayor och Elena Kagan.
Domareen Antonin Scalia avled i februari 2016, under hans andra mandatperiod, då republikanerna hade en majoritet i senaten. I mars 2016 nominerade Obama Merrick Garland från D.C. Circuit för att fylla Scalias plats. Men majoritetsledaren i senaten Mitch McConnell och andra republikanska senatorer hävdade att nomineringar till högsta domstolen inte borde göras under ett presidentvalår och att vinnaren av presidentvalet 2016 istället borde utse Scalias efterträdare.

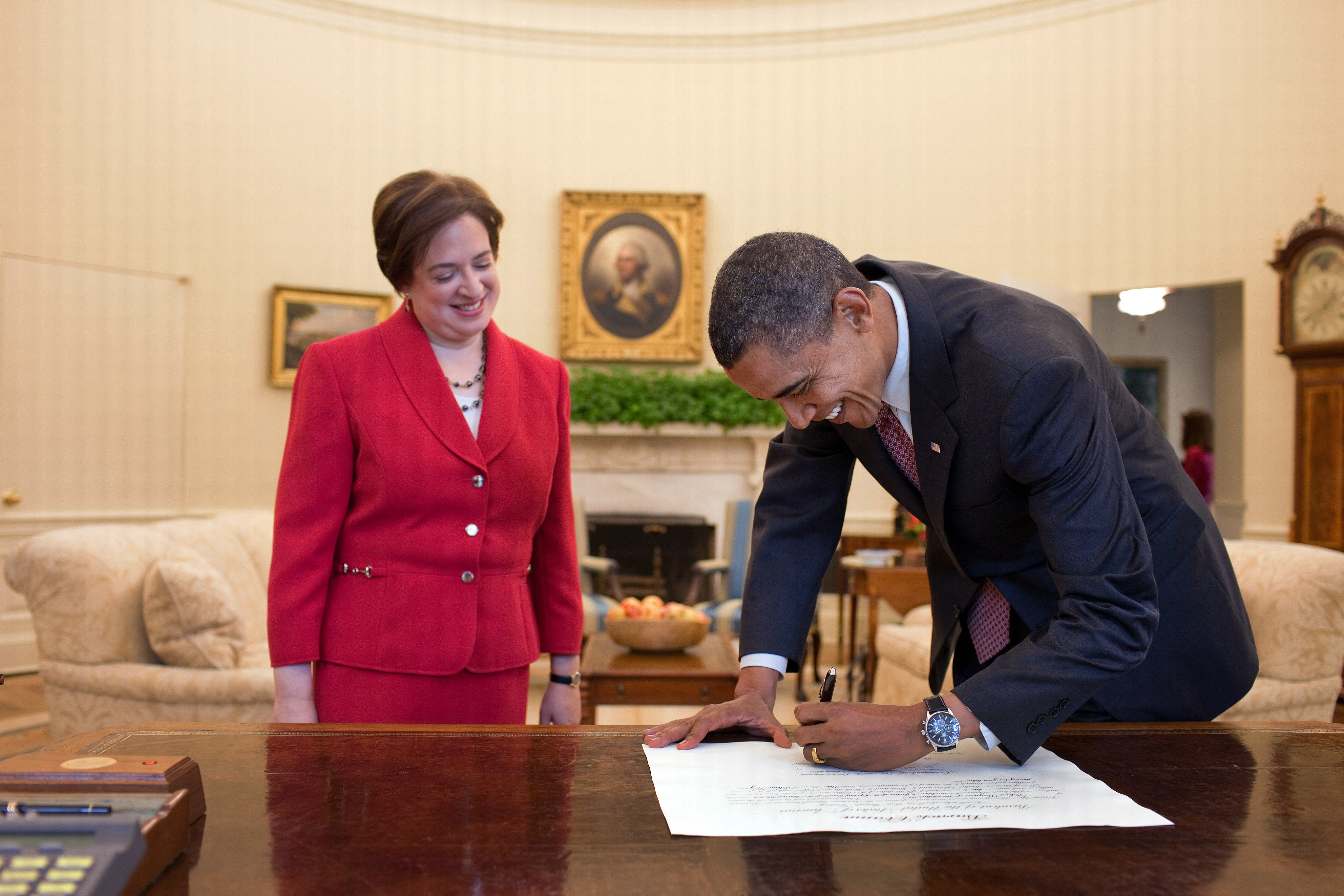
Obama och Elena Kagan.

Garlands nominering var på senatens bord längre än någon annan nominering till högsta domstolen i historien, och nomineringen gick aldring till omröstning. Obamas efterträdare, President Donald Trump, nominerade senare Neil Gorsuch till Scalias tidigare plats i högsta domstolen, och han bekräftades av senaten i april 2017.

### Nomineringar till andra domstolar
Obamas presidentskap präglades av strider mellan båda partierna i kongressen om nomineringar av federala domare. Demokraterna anklagade upprepade gånger Republikanerna för att fördröja nomineringar under Obamas presidentskap.
Republikanerna fick en majoritet i senaten efter mellanårsvalet 2014, vilket gav dem makten att blockera alla domarnomineringar. Efter valet bekräftades endast 20 nomineringar av federala domare, ett av det lägsta antal bekräftelser i USA:s historia.
Obamas domarnomineringar var betydligt mer mångfaldiga än tidigare administrationers, med fler utnämningar av kvinnor och minoriteter.

## Ståndpunkter

### Sjukvård
Sjukvård var en av Barack Obamas främsta inrikespolitiska prioriteter under hans presidentskap. Kongressen antog en omfattande lag som senare blev känd som "Obamacare". Sjukvårdsreform hade länge varit en prioritet för Demokraterna, som ville sänka kostnader och utöka försäkring.
I november 2009 godkände representanthuset lagen och endast en republikan röstade ja. I december samma år antog senaten lagen med betydlig högre stöd. Representanthuset inkluderade även en skattehöjning för höginkomsttagare och en offentlig försäkringsoption, medan senatens plan inte gjorde det. Detta inebar att en ny omröstning behövde ske i både representanthuset och senaten.

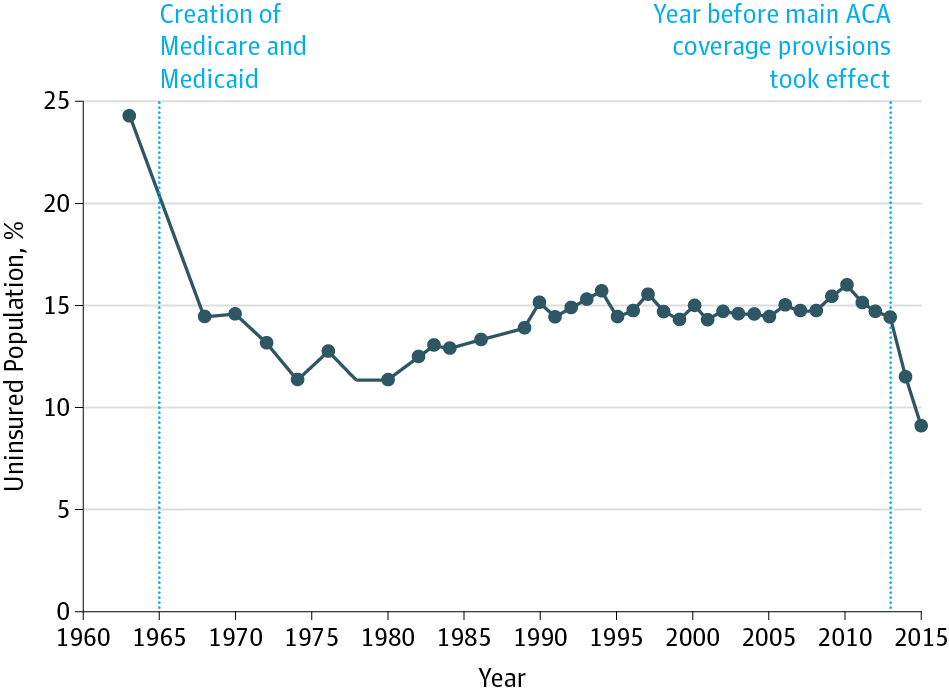
Tabell som visar antal amerikaner med försäkring före och efter Obamacare.

Representanthuset rösta igenom senatens förslag i mars 2010, utan republikanskt stöd. Obama undertecknade lagen 23 mars 2010, som blev känd som Obamacare – den mest omfattande sociala reformen på decennier.
Lagen mötte stort motstånd efter antagandet, särskilt från republikaner som försökte upphäva den. Lagen överlevde dock två stora rättsliga prövningar i högsta domstolen. Andelen oförsäkrade amerikaner sjönk från 20,2% år 2010 till 13,3% år 2015, trots fortsatt republikanskt motstånd.

### Ekonomi
Barack Obama tillträdde som president mitt under den globala finanskrisen som började 2007–2008. Hans ekonomiska politik fokuserade på att stabilisera ekonomin, minska arbetslösheten och reformera finanssektorn. Genom omfattande stimulansåtgärder och lagstiftning försökte Obama mildra effekterna av recessionen och lägga grunden för långsiktig tillväxt.
När Obama svors in som president hade finanskrisen redan orsakat massiva förluster på bostadsmarknaden och drivit arbetslösheten till över 10 procent. Ett av hans första steg var att driva igenom American Recovery and Reinvestment Act (ARRA) i februari 2009, en stimulansplan på 787 miljarder dollar. Lagen innefattade investeringar i infrastruktur, utbildning och förnybar energi samt skattelättnader för låg- och medelinkomsttagare. Enligt en rapport från kongressen bidrog ARRA till att skapa eller rädda upp till 3,3 miljoner jobb fram till 2011.
Obama stödde också räddningspaket för bilindustrin, där General Motors och Chrysler fick federala lån för att undvika konkurs. Denna insats, som byggde på Bush-administrationens tidigare åtgärder, räddade över en miljon jobb och hjälpte sektorn att återhämta sig.
För att förhindra framtida kriser undertecknade Obama Dodd-Frank Act i juli 2010. Lagen införde strängare regler för banker, skapade Consumer Financial Protection Bureau (CFPB) för att skydda konsumenter och begränsade riskfyllda finansiella aktiviteter. Kritiker menade att reformen var otillräcklig, medan andra ansåg att den hämmade ekonomisk tillväxt, men den ses allmänt som ett försök att stärka finanssystemets stabilitet.
Utöver krisåtgärder prioriterade Obama satsningar på grön energi och infrastruktur för att främja hållbar tillväxt. Han lanserade initiativ som Clean Power Plan, som syftade till att minska koldioxidutsläpp och skapa jobb inom förnybar energi.
Obamas ekonomiska politik bidrog till en gradvis återhämtning. Arbetslösheten sjönk till 4,7 procent vid hans avgång 2017, och ekonomin växte stadigt därefter, även om återhämtningen var ojämn mellan olika samhällsgrupper. Kritiker, särskilt republikaner, hävdade att stimulansåtgärderna ökade statsskulden utan tillräcklig effekt, medan anhängare menar att de förhindrade en till finanskris..

### Klimat och miljö
Obama lanserade Clean Power Plan (CPP) i augusti 2015, en ambitiös plan för att minska koldioxidutsläppen från kraftverk med 32 procent till 2030 jämfört med 2005 års nivåer. Planen uppmuntrade övergången till förnybara energikällor som sol- och vindkraft. CPP mötte dock motstånd från kolindustrin och republikanska delstater, vilket ledde till rättsliga utmaningar som tillfälligt stoppade implementeringen 2016.
Utöver CPP investerade Obama-administrationen flera miljarder dollar i förnybar energi genom American Recovery and Reinvestment Act från 2009. Dessa satsningar ökade kapaciteten för sol- och vindenergi i USA och skapade tusentals jobb inom den gröna sektorn.
En av Obamas största klimatframgångar var USA:s medverkan i Parisavtalet, som antogs i december 2015 under FN:s klimatkonferens (COP21). Avtalet, som Obama beskrev som en vändpunkt för klimatarbetet, förpliktade USA att minska sina växthusgasutsläpp med 26–28 procent till 2025 jämfört med 2005. Obama spelade en nyckelroll i förhandlingarna, särskilt genom att stärka samarbetet med Kina.
USA skrev formellt under Parisavtalet i april 2016, och Obama betonade vikten av globalt ledarskap för att möta klimatkrisen. Hans efterträdare, Donald Trump, drog dock tillbaka USA från avtalet 2017.
Obama utökade också skyddet av USA:s naturresurser genom att avsätta över 265 miljoner hektar mark och hav som nationalmonument eller marinreservat, mer än någon tidigare president. Ett exempel är utvidgningen av Papahānaumokuākea Marine National Monument i Hawaii 2016, som skapade världens största marina skyddsområde.

### HBTQ-rättigheter

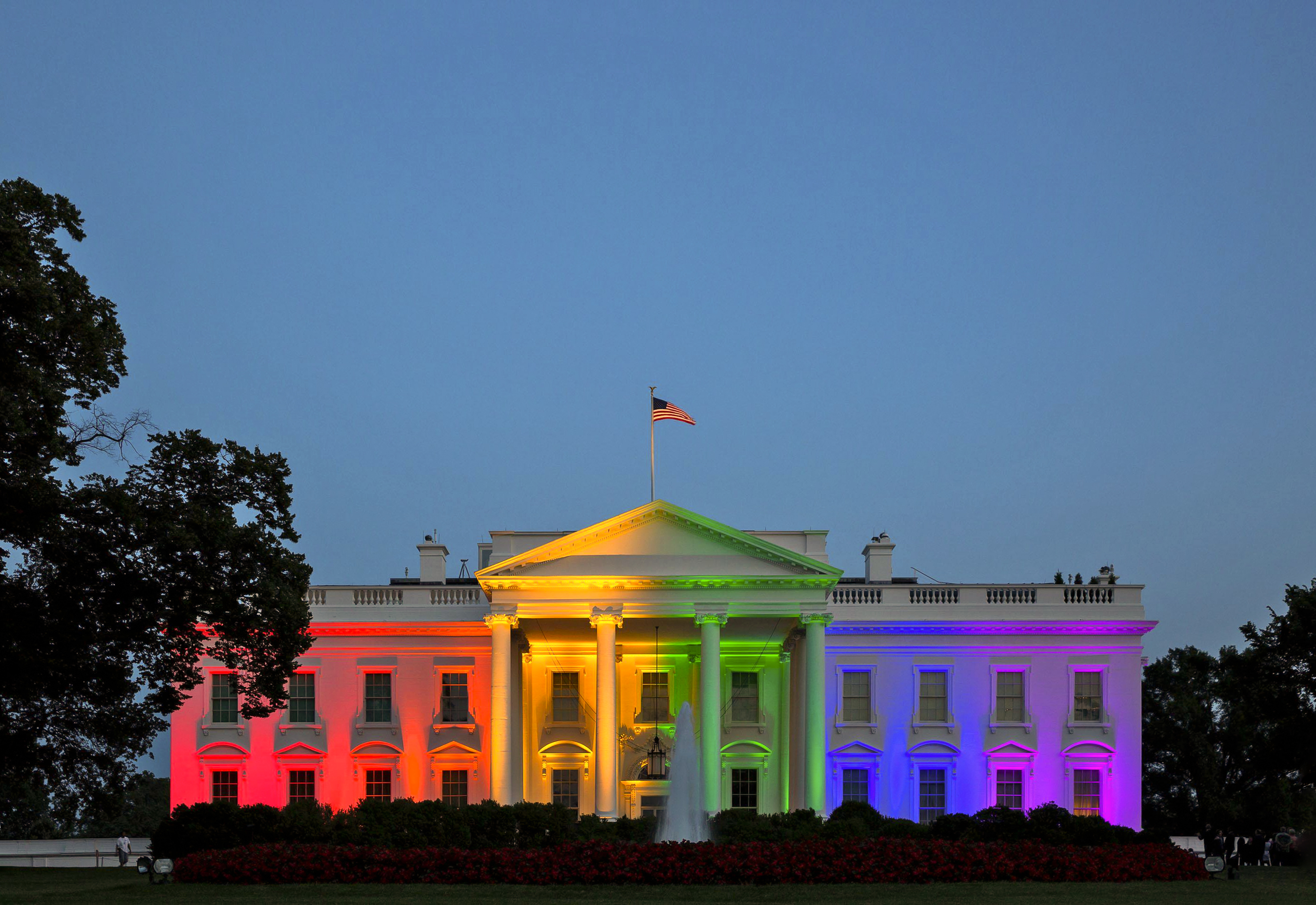
Vita huset med regnbågsflaggan på sin fasad när samkönat äktenskap blev lagligt.

Barack Obamas politik hade betydande framsteg för HBTQ-rättigheter, särskilt genom stöd för samkönat äktenskap och avskaffandet av diskriminerande lagar. Under hans presidentskap ändrades hans inställning från att initialt stödja registrerat partnerskap till att fullt omfamna äktenskap för samkönade par, vilket gjordes i ett historiskt beslut från högsta domstolen 2015. Obama-administrationen arbetade också för att stärka skyddet mot diskriminering och förbättra HBTQ-personers rättigheter inom militären och arbetslivet.
Ett av Obamas mest kända bidrag var stödet för Obergefell v. Hodges, där Högsta domstolen den 26 juni 2015 legaliserade samkönat äktenskap i hela USA. Obama kallade domen en "seger för Amerika" och hade 2012 offentligt deklarerat sitt stöd för äktenskapsjämlikhet, vilket gjorde honom till den första sittande presidenten att göra det. Han avskaffade också Don’t Ask, Don’t Tell-policyn 2010, vilket tillät homosexuella att öppet tjänstgöra i militären, och hans administration utfärdade direktiv för att skydda transpersoners rättigheter i skolor och på arbetsplatser.

### Migration
Obama blev känd som "deporter-in-chief" på grund av att hans administration utvisade fler personer än någon tidigare president, med över 2,5 miljoner utvisningar mellan 2009 och 2016 enligt data från inrikessäkerhetsdepartementet. År 2012 nådde utvisningarna en topp på över 409 000, driven av strikt tillämpning av immigrationslagar och ökad gränspatrullering. Denna hårda linje mot illegal migration mötte kritik från immigranträttsgrupper, som hävdade att den splittrade familjer och ignorerade humanitära aspekter.
Trots rekordutvisningarna lanserade Obama 2012 Deferred Action for Childhood Arrivals (DACA), ett program som gav tillfälligt skydd och arbetstillstånd till cirka 800 000 unga, odokumenterade invandrare som kommit till USA som barn, ofta kallade "Dreamers". Obama försökte också driva igenom en omfattande immigrationsreform 2013, som skulle ha erbjudit en väg till medborgarskap för miljontals odokumenterade, men förslaget blockerades av republikanerna i kongressen.
Under Obamas andra mandatperiod ökade antalet ensamkommande barn och familjer från Centralamerika som korsade gränsen från Mexiko. År 2014 deklarerade hans administration en humanitär kris och ökade resurserna för gränsbevakning samtidigt som man försökte påskynda utvisningarna.
Obama-administrationen satsade stort på gränssäkerhet, med en ökning av antalet gränspatruller till över 21 000 agenter och användning av drönare och övervakningsteknik längs den södra gränsen. Dessa åtgärder minskade antalet olagliga gränspassager från rekordnivåerna i början av 2000-talet.

## Utrikespolitik

### Iraq och Afghanistan
Obama ärvde Irakkriget från George W. Bush och lovade snabbt att avsluta USA:s insatser. Den 27 februari 2009 meddelade han att stridsuppdragen skulle upphöra senast den 31 augusti 2010, och att alla amerikanska trupper skulle lämna Irak till slutet av 2011. Uttaget slutfördes enligt plan, och den 15 december 2011 markerades som slutet på kriget, även om en liten styrka stannade för att träna irakiska soldater. Kritiker hävdade att det snabba uttaget lämnade ett maktvakuum som bidrog till IS framväxt 2014.
Afghanistan, där talibanerna fortfarande var aktiva, beslutade Obama tidigt att öka antalet trupper för att stabilisera landet. I december 2009 tillkännagav han en ökning med 30 000 soldater, vilket förde den totala styrkan till nära 100 000, men med en tidsplan för att börja dra tillbaka trupper 2011.
Framväxten av Islamiska staten i Irak och Syrien 2014 tvingade Obama att ompröva sin Irakpolitik. Efter att IS erövrade stora delar av norra Irak, inklusive Mosul, inledde han flygbombningar i augusti 2014 och skickade tillbaka ett begränsat antal trupper för att träna irakiska styrkor och kurdiska peshmerga. Denna insats utvidgades till en internationell koalition, men Obama undvek att återinföra stora markstyrkor, vilket vissa kritiserade som otillräckligt för att besegra IS.

### Iran
Obama ärvde en spänd relation med Iran och byggde vidare på internationella sanktioner för att tvinga landet till förhandlingsbordet. År 2010 undertecknade han sanktioner, som skärpte restriktioner mot Irans banker, oljeexport och handel. Tillsammans med FN-sanktioner och EU:s oljeembargo minskade dessa åtgärder Irans BNP med uppskattningsvis 15–20 procent fram till 2013, vilket ökade det inhemska trycket på Irans ledning att förhandla.
Efter år av hemliga och offentliga samtal nåddes en milstolpe den 14 juli 2015 då JCPOA undertecknades mellan Iran, USA, Storbritannien, Frankrike, Ryssland, Kina och Tyskland. Avtalet begränsade Irans urananrikning, reducerade antalet centrifuger och öppnade för internationella inspektioner, i utbyte mot att sanktioner gradvis hävdes. Obama beskrev avtalet som ett sätt att "blockera Irans väg till ett kärnvapen" utan att riskera krig, men det mötte hårt motstånd från republikaner och Israel, som ansåg att det inte gick tillräckligt långt.

### Osama bin Laden
Barack Obama godkände den 29 april 2011 en hemlig operation för att döda Osama bin Laden, al-Qaidas ledare och hjärnan bakom 11 september-attackerna. Efter år av underrättelsearbete lokaliserade CIA bin Laden till ett befäst komplex i Abbottabad, Pakistan. Obama beslutade, efter intensiva diskussioner med sitt säkerhetsteam, att skicka in en styrka istället för att bomba platsen, för att säkerställa att målet identifierades korrekt. Den 1 maj 2011 (lokal tid i USA) stormade USA komplexet, dödade bin Laden och säkrade hans kropp, som senare begravdes till sjöss efter DNA-bekräftelse.
 

Operationen, kallad Neptune Spear, var en högriskinsats som Obama övervakade i realtid från Vita husets Situation Room. Beslutet att agera byggde på månader av spaning och analyser, där CIA:s chef Leon Panetta och andra underrättelseexperter gradvis stärkte bevisen för bin Ladens närvaro.
|  |
|  |

### Ryssland

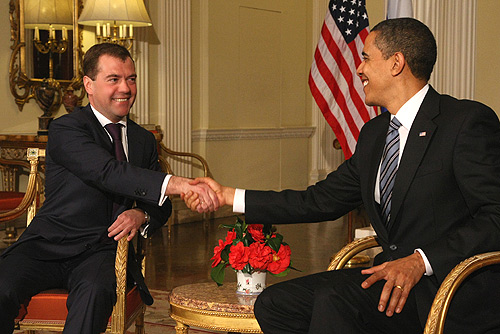
Obama och Medvedev.

Obama lanserade en så kallad "reset" med Ryssland kort efter han tillträde, med målet att reparera relationerna efter spänningar under George W. Bushs tid. I juli 2009 mötte han Rysslands president Dmitrij Medvedev i Moskva och betonade samarbete inom kärnvapennedrustning och handel. 
Den 8 april 2010 undertecknade Obama och Medvedev New START (Strategic Arms Reduction Treaty), ett avtal som begränsade antalet utplacerade strategiska kärnvapen till 1 550 för vardera landet. Fördraget, som trädde i kraft 2011 efter senatens godkännande, innehöll också verifieringsmekanismer som tillät inspektioner, vilket Obama framhöll som ett steg mot en säkrare värld.
Trots framgången med New START försämrades relationerna efter Vladimir Putins återkomst som president 2012 och Rysslands annektering av Krim 2014. Obama svarade med att införa ekonomiska sanktioner mot ryska tjänstemän och företag, i samordning med EU, för att straffa Ryssland för dess aggression i Ukraina. Dessa sanktioner påverkade Rysslands ekonomi men kunde inte stoppa landets militära inblandning i Ukraina eller Syrien.